# Casa del Mutilato (Neapel)

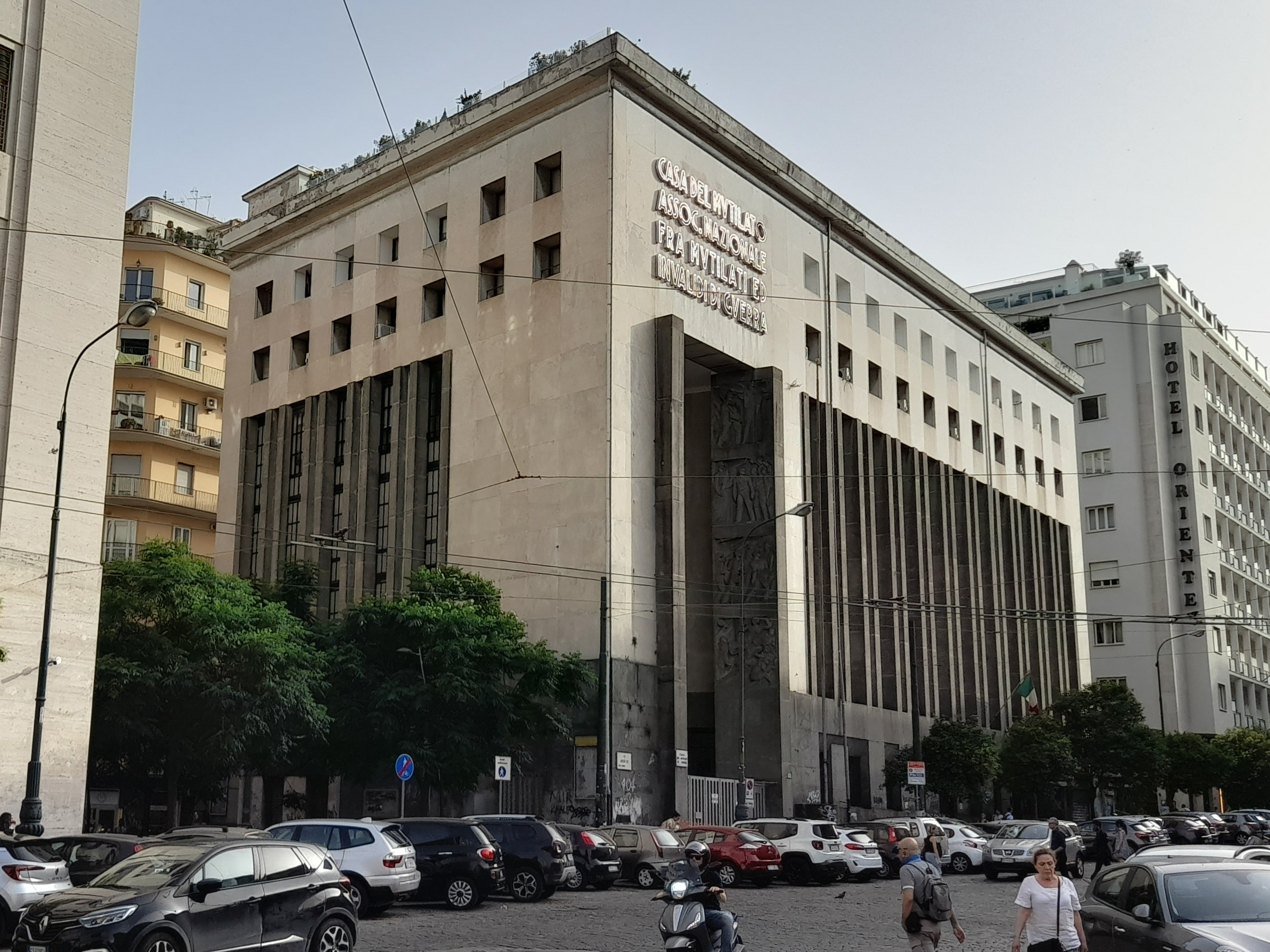
Casa del Mutilato in Neapel

Die Casa del Mutilato (deutsch: Haus des Invaliden) ist ein Bauwerk in der Stadt Neapel. Es ist im architektonischen Stil des Faschismus errichtet worden (siehe: Italienischer Rationalismus).

## Geschichte
Die Casa del Mutilato wurde zwischen 1938 und 1940 für die Associazione Nazionale fra Mutilati ed Invalidi di Guerra (deutsch: Nationale Vereinigung der Versehrten und Invaliden) erbaut.
Koordinaten: 40° 50′ 33,1″ N, 14° 15′ 3,1″ O